# Окситетрафторид селена
Окситетрафтори́д селе́на — неорганическое соединение
селена, кислорода и фтора (оксофторид)
с формулой SeOF4,
бесцветная жидкость.

## Получение
- Пиролиз в вакууме пентафтороселената натрия[1]:

{\displaystyle {\mathsf {NaOSeF_{5}\ {\xrightarrow {200-250^{o}C}}\ SeOF_{4}+NaF}}}

## Физические свойства
Окситетрафторид селена образует бесцветную жидкость,
которая при температуре выше −100°С состоит из димеров (SeOF4)2.